# Kombo Central
Kombo Central é um distrito da Gâmbia.